# آن بريدن
آن بريدن (بالإنجليزية: Anne Braden)‏ هي صحفية أمريكية، ولدت في 28 يوليو 1924 في لويفيل في الولايات المتحدة، وتوفي بنفس المكان في 6 مارس 2006.

## وصلات خارجية
- آن بريدن على موقع إن إن دي بي (الإنجليزية)